# Waldheimat. Erinnerungen aus der Jugendzeit
Waldheimat. Erinnerungen aus der Jugendzeit ist der Titel der ab 1877 erschienenen Kindheits- und Jugenderinnerungen Peter Roseggers. Ein Alternativtitel ist Waldheimat. Erzählungen aus der Jugendzeit. Eine gekürzte Fassung erschien ab 1900 unter dem Titel Als ich noch der Waldbauernbub war.

## Allgemeines
Die Erzählungen erschienen ab 1877 in vier Bänden und umfassen Kindheit und Jugend. Eine Version in drei Bänden, die sich auf die Kindheit konzentriert, wurde von 1900 bis 1902 unter dem Titel Als ich noch der Waldbauernbub war vom Hamburger Jugendschriftenausschuss herausgegeben. Rosegger verwendete den Begriff Waldheimat zum ersten Mal in der 1872 in der Grazer Tagespost erschienenen Erzählung Die alte Staudenwinkelin. Eine Erinnerung aus der Waldheimat. Nach dem Erfolg seiner Kindheits- und Jugenderinnerungen, wurde der bisher ausschließlich literarisch gebrauchte Begriff im deutschen Sprachraum bekannt und erschien bereits 1907 in Kartenwerken. Rosegger schreibt in der Einleitung:
„Waldheimat“ nenne ich mein Buch, weil mir dieser Begriff am besten die Zustände und Geschehnisse zu begründen und zu erklären scheint, von denen hier die Rede sein wird. Es ist ja ein wunderliches Seelenleben, welches sich Manchen in dem Schatten der Tannenwälder, in den thauigen Wiesenthälern und auf den stillen Hochmatten entwickelt.
Die bereits erwähnte Erzählung Die alte Staudenwinkelin wurde unter dem Titel Als ich zur Drachenbinderin ritt in die Waldheimat-Erzählungen aufgenommen.

## Verfilmungen
Die Erzählungen bilden die Vorlage für die deutsche Waldheimat-Trilogie von 1963. Aus dem Jahr 1983 stammt die österreichisch-deutsche 26-teilige Fernsehserie Waldheimat mit dem 90-minütigen Pilotfilm Der Waldbauernbub.